# Ciels de Hollande
Pour plus de détails, voir Fiche technique et Distribution.
Ciels de Hollande (Sky Over Holland) est un court-métrage documentaire hollandais réalisé par John Fernhout et sorti en 1967.

## Synopsis
Le film montre des paysages des Pays-Bas et des vues aériennes, avec comme thème récurrent des formations de nuages dans le ciel. On peut y voir des tableaux de célèbres peintres néerlandais comme Johannes Vermeer, Jacob van Ruisdael ou Rembrandt.

## Fiche technique
- Titre original : Sky Over Holland
- Réalisation : John Fernhout
- Scénario : Simon Koster
- Durée : 22 minutes
- Dates de sortie :
  - 28 avril 1967 : Montréal
  - mai 1967 : Festival de Cannes
  - avril 1968 : USA

## Nominations et récompenses
- 1967 : Palme d'or du court métrage[2]
- 1968 : nommé pour l'Oscar du meilleur court métrage en prises de vues réelles

## Tableaux apparaissant dans le film

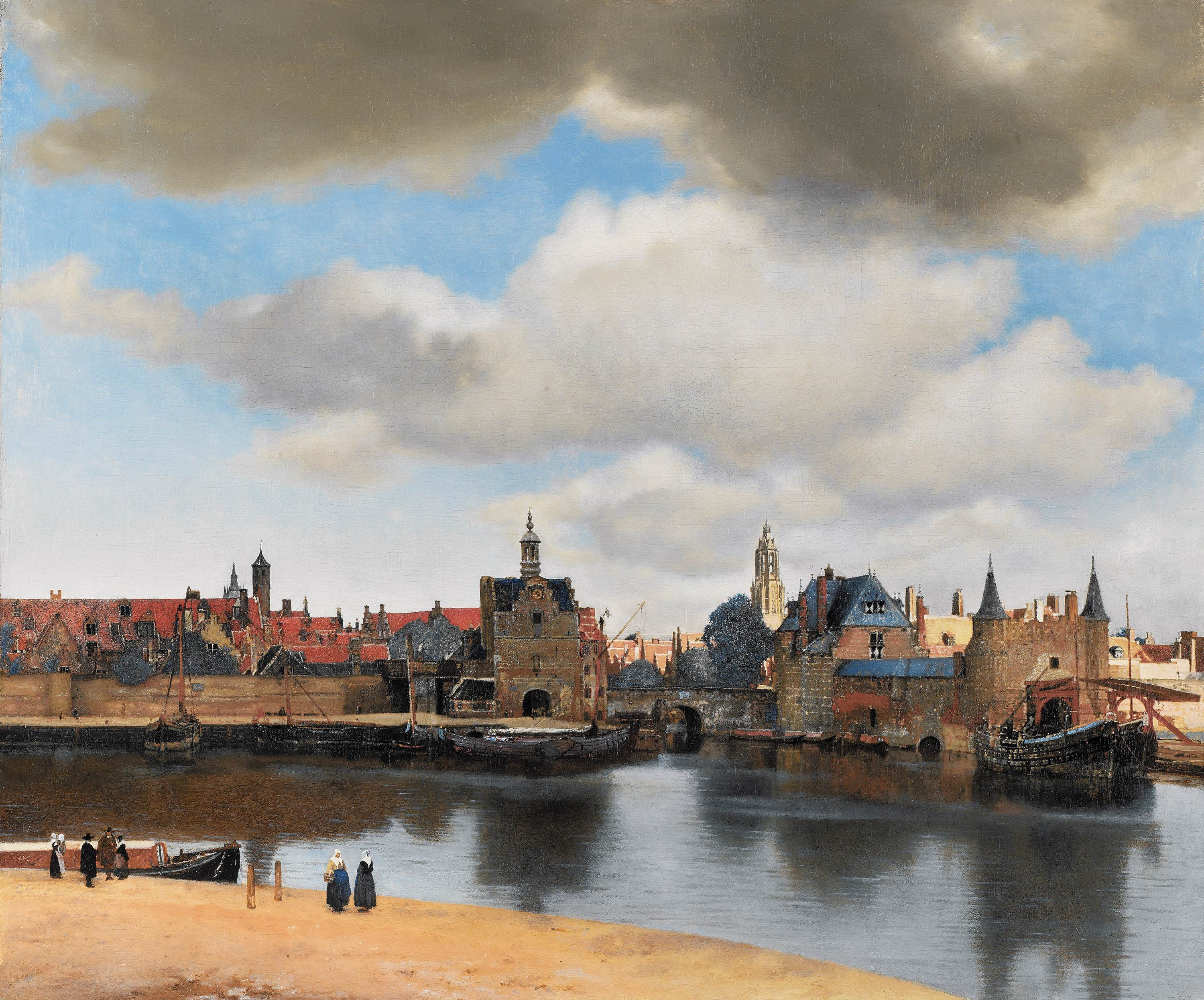
Johannes Vermeer - vue de Delft
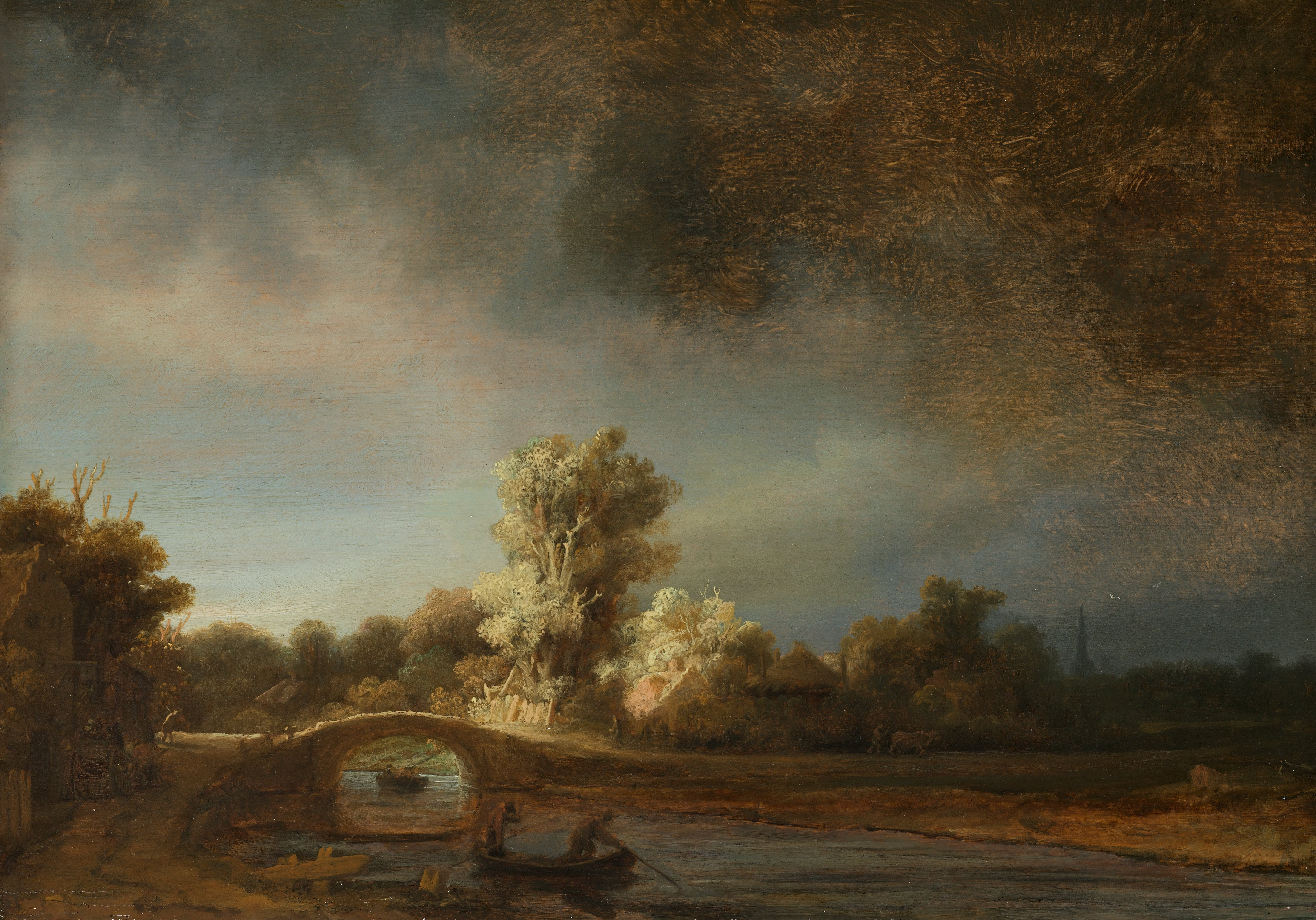
Rembrandt - De stenen brug
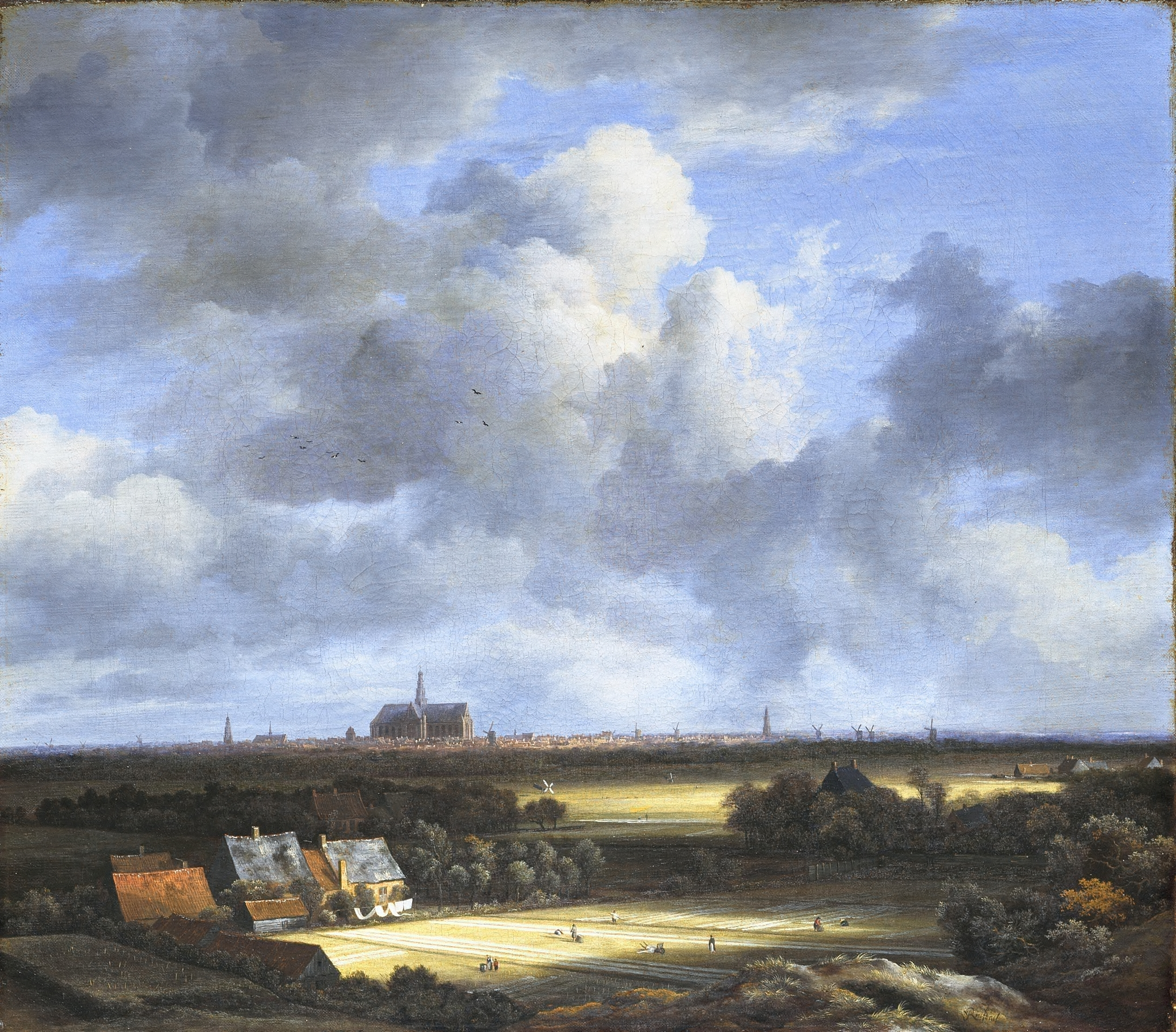
Jacob Isaacksz. van Ruisdael